# Radnica (stacja kolejowa)
Radnica – stacja kolejowa w Szklarce Radnickiej w Polsce, w województwie lubuskim, w powiecie krośnieńskim, w gminie Krosno Odrzańskie.

## Wymiana pasażerska
| Rok  | Wymiana pasażerska na dobę |
| ---- | -------------------------- |
| 2017 | 150-199                    |
| 2022 | 150-199                    |